# Les Nanas
Les Nanas è un film commedia francese del 1985 diretto da Annick Lanoë.

## Trama
Christine ha quarant'anni quando scopre che il suo partner Robert ha avuto una relazione da qualche mese. Christine si rifiuta di sopportare questa situazione e, supportata dalle sue amiche che stanno lottando per trovare l'uomo giusto, prende le misure per mettersi in contatto con la sua rivale.